# Jamic
Jacques Michel dit Jamic, né le 8 mai 1933 à Piéton, dans la province de Hainaut, et mort le 7 janvier 2006, est un dessinateur de bande dessinée, illustrateur et caricaturiste belge. Il est l'auteur avec Serge Gennaux de la série Les Télé-Graphistes, qui caricature avec humour la télévision belge et française.

## Biographie
Jacques Michel naît le 8 mai 1933 à Piéton,.

### Les débuts
Jacques Michel décide de vivre très tôt de son dessin et est embauché par un studio publicitaire à Bruxelles en 1953. L'expérience ne dure que deux semaines et ne plaît pas au jeune dessinateur.
Il trouve une autre opportunité en entrant aux éditions Dupuis en 1954, en commençant comme lettreur, il a 21 ans. Il y rencontre Marcel Denis et Willy Lambil qui sont employés comme lui à écrire en flamand dans les bulles des bandes dessinées du Journal Spirou, du Moustique et de Bonnes Soirées pour leurs équivalents flamands Robbedoes, Humo-Radio et De Haardvriend (puis Mimosa et Mimo). Son premier travail de dessinateur est l'illustration de nouvelles paraissant dans le magazine féminin Bonnes Soirées.
En 1955, Maurice Rosy devient directeur artistique des éditions Dupuis et crée un studio de dessin, qui tout en continuant le travail de lettrage, s'occupe également des maquettes et des mises en page des publications Dupuis. Le studio centralise en outre les besoins en dessin des publications Dupuis : illustrations de rédactionnels, rubriques, romans, publicités et annonces dans les revues du groupe mais aussi la réalisation de couvertures et d'illustrations pour des livres édités dans différentes collections des éditions Dupuis.

« Maurice Rosy : Il y avait un studio de dessin composé de gens qui aspiraient tous à rentrer chez "Spirou" [...] Ils étaient des rouages importants car toutes les planches du journal passaient par eux pour y être lettrées ou coloriées. Ils pensaient sans doute qu'il pouvaient y apprendre le métier.. »

Jamic fait partie des premiers auteurs à intégrer du studio. Il y rencontre par la suite nombre de dessinateurs : Marcel Remacle en 1955, Arthur Piroton et Louis Salvérius (qu'il fait embaucher grâce à l'aide de Marcel Denis) en 1956, Eddy Ryssack en 1957, Paul Deliège, et surtout Serge Gennaux en 1959 qui va devenir un collaborateur important pour la suite de sa carrière.

### Le dessinateurà-tout-fairede Dupuis
Jamic va réaliser la quasi-intégralité de sa carrière pour les différentes publications Dupuis. Ses dessins figurent dans les revues Bonnes Soirées, Le Moustique, Le Journal de Spirou et l'éphémère Risque-Tout ainsi que dans des collections de livres : romans, documentaires, albums jeunesse. Il passe ainsi d'un style réaliste à un autre plus comique et enfantin, selon les besoins de l'éditeur.
C'est ainsi que Jamic devient le dessinateur à-tout-faire des éditions Dupuis, prenant en ce sens le relais d'Eddy Paape. Comme Paape au début des années 1950, Jamic signe des dessins d'annonce du personnage-titre Spirou, en 1955, alors qu'André Franquin manque de temps du fait de son engagement chez le concurrent Tintin, avec sa nouvelle série Modeste et Pompon.
Toujours chez Dupuis, il illustre également des albums jeunesse de la collection du Carrousel. Il collabore ainsi au dessin et à la couleur des deux albums de Whamoka et Whikilowat de Louis Salvérius et Jacques Devos. Seul au dessin, il réalise deux albums de Bébé Antoine, une adaptation d'une série télévisée belge de marionnettes.
Créée en 1955, la collection poche d'ouvrages didactiques Les Merveilles de la vie compte 27 albums, auxquels participent Jamic mais également des auteurs comme Jean Roba, Arthur Piroton, René Hausman ou René Follet.

### Dans leJournal de Spirou
Il reprend de 1954 à 1955 l'illustration de la rubrique Le Fureteur vous dira, jusqu'alors dessinée par Maurice Tillieux, appelé à d'autres travaux comme sa nouvelle série Marc Jaguar. Seule la mort du rédacteur Jean Doisy met fin à cette collaboration régulière au Journal Spirou. C'est son premier travail signé pour Spirou, d'abord de ses initiales J.M. puis sous son pseudonyme Jamic.
Jamic aide également Arthur Piroton à encrer ses premières planches publiées dans Spirou pour des récits de L'Oncle Paul en 1959.
En 1960, il illustre son unique mini-récit : 36 tours de passe-passe de Charles Jadoul ; ce n'est pas une bande dessinée mais des illustrations de tours de magie.
La majorité de son travail dans l'hebdomadaire consiste à illustrer des contes ou des nouvelles, dont beaucoup sont écrites par Charles Jadoul sous divers pseudonymes (Cary Page, Claude Joël ou Claude Joëlle), ainsi que des rédactionnels, annonces et publicités.
Il doit attendre 1971 pour faire paraître dans le journal sa première bande dessinée, un récit de deux planches avec Michel Matagne et Serge Gennaux. Par la suite, il ne réalise que quelques courts récits, sporadiquement, avec Serge Gennaux. Il réalise aussi quelques couvertures du journal entre 1966 et 1981. Enfin, c'est sa série Les Télé-Graphistes publiée initialement dans Télémoustique, qui paraît dans le Journal Spirou en 1978.

### DansLe MoustiqueetBonnes Soirées
Dans ces deux périodiques, moins orientés bande dessinée, il illustre pendant la seconde moitié des années 1950 et les années 1960 des romans de différents auteurs comme Jean-Michel Charlier ou André-Paul Duchâteau, ainsi que des nouvelles, contes, divers rédactionnels et annonces publicitaires.

### Le succès tardif du caricaturiste
En 1969, Serge Gennaux propose à la direction des éditions Dupuis une série sur le monde de la télévision pour l'hebdomadaire Le Moustique, devenu entretemps Télémoustique, car intégrant le programme de télévision et des articles sur ce média. Gennaux demande à Jamic, qu'il a rencontré au milieu des années 1950 au studio de dessin de Dupuis, d'illustrer la série, connaissant son art de la caricature. C'est ainsi que Les Télé-Graphistes naissent et sont publiés chaque semaine dans Télémoustique pendant quinze ans (1970-1985). À ses débuts, la série met surtout en scène les présentateurs et journalistes de la RTB, puis Jamic et Gennaux caricaturent des personnalités de la télévision belge et française ; ainsi que des politiques et vedettes du petit écran. Plusieurs albums reprenant une sélection de ces gags sont ensuite édités par Dupuis. C'est dans ce style de caricaturiste que Jamic, après quinze ans de carrière, impose une série de bande dessinée. Elle rencontre un certain succès et ses auteurs sont invités eux-mêmes plusieurs fois à la RTBF pour en parler. Jamic réalise également dans ce style nombre de couvertures et d'illustrations pour Télémoustique jusqu'à la fin des années 1980. Il influence des auteurs comme Pierre Kroll qui déclare être un enfant des Télégraphistes.
Toujours dans le même style de dessin, il réalise plusieurs pochettes de disque. Il est contacté par Piero Kenroll, chroniqueur musique à Télémoustique, pour illustrer la pochette de l'album du groupe de hard-rock belge Jenghiz Khan en 1971. Au départ la pochette doit être double et Jamic réalise un dessin en fonction de la dimension, mais finalement l'album final sort avec une pochette plus réduite. Par la suite, Jamic illustre plusieurs pochettes d'albums dont Enregistrement public no 3 en 1982 de l'humoriste Roland Magdane.
Pour la collection d'albums « Péchés de jeunesse », il crée en 1976 avec Carlos Roque la page de garde caricaturant les auteurs classiques de Spirou. En 1985, dans la réédition grand format de l'album Gaston no 0 de Gaston Lagaffe, il est mentionné que Jamic illustre une version différente du journal de l'invasion de souris provoquée par le gaffeur dans la rédaction du journal de Spirou.
Son art éprouvé de la caricature lui ouvre les portes d'autres journaux, que ceux du giron des éditions Dupuis. Il publie des caricatures politiques, à la fin de sa carrière, dans les journaux belges Pourquoi pas ? et La Cité. Quand son ami Serge Gennaux fonde son propre magazine Télé Vision en 1994, c'est lui qui recommande Dubus pour dessiner une chronique, Télé Traits, qui reprend le concept des Télé-Graphistes.

## Œuvres publiées dans des revues

### Journal deSpirou
La bibliographie présente pour Spirou est sélective.
- Le Fureteur vous dira (dessin), rédactionnels de Jean Doisy, du no 834 au no 898, 1954-55.
- 3 planches publicitaires pour Spirou poche, 1957.
- 36 tours de passe–passe (dessins), avec Charles Jadoul (texte), mini-récit no 19, supplément du no 1154, 1960.
- Whamoka et Whikilowat (dessin de couverture, avec Louis Salvérius), avec Jacques Devos (scénario), no 1497, 1966.
- Whamoka et Whikilowat (dessin de couverture, avec Louis Salvérius), avec Jacques Devos (scénario), no 1503, 1967.
- Ugh ! Barbe-Noire chez les Indiens (dessin de couverture, avec Louis Salvérius), no 1512, 1967.
- Whamoka et Whikilowat (dessin de couverture, avec Louis Salvérius), avec Jacques Devos (scénario), no 1514, 1967.
- La Planète de Pâques (dessin, avec Michel Matagne), avec Serge Gennaux (scénario), récit 2 planches, no 1721, 1971.
- Les Incombustibles (dessin), avec Serge Gennaux (scénario), récit 3 planches, no 1965, 1975.
- Les Coups du plume de l'autruche qui rit ! (couverture), no 2038, 1977.
- Spécial OVNI ! Visitez l'espache qui rit... (couverture, avec Serge Gennaux), no 2050, 1977.
- Les Télé-Graphistes, le magazine de la télévision (dessin), avec Serge Gennaux (scénario), supplément 8 grandes pages, no 2110, 1978.
- Spatial Pâques (dessin), avec Serge Gennaux (scénario), récit 3 planches, no 2139, 1979.
- Les Rois images (dessin), avec Serge Gennaux (scénario), supplément 8 grandes pages, no 2175, 1979.
- Mission pacifique (dessin), avec Serge Gennaux (scénario), récit 3 planches, no 2178, 1980.
- Armagedon (dessin), avec Rust (scénario), récit 3 planches, no 2254, 1981.
- Les Quatre saisons (couverture), no 2266, 1981.

### Risque-Tout
La bibliographie présente pour Risque-Tout est sélective.
- Voulez vous être vert ? (dessin), rédactionnel de Bernard Heuvelmans, no 43, 1956.

### Le Moustique
La bibliographie présente pour Le Moustique n'est pas exhaustive.
- Dernière chance (dessins, avec Arthur Piroton), roman de Jean-Michel Charlier et Xavier Snoeck, juillet-octobre 1957.
- Les Télé-Graphistes (dessin), avec Serge Gennaux (scénario), série, années 1970 et début des années 1980.
- Hommage à Jean-Michel Folon et Jacques Martin (dessin couleurs), no 2665, 197?
- Caricature de Timothy Dalton (dessin couleur), sommaire, no 3183.
- 30 ans après..., poster sur la RTBF, supplément, 198?
- Vacances à l'ombre (dessin couleur), no 3263, 1988.

### Bonnes Soirées
La bibliographie présente pour Bonnes Soirées n'est pas exhaustive.
- Contre vents et tempêtes (illustration), roman de ?, no 2102, 27 mai 1962.
- Illustration d'un roman policier de André-Paul Duchâteau, no 3051.
- Illustration d’un roman policier de Régine Andry, no 3403.

## Œuvres publiées en albums

### Illustration

#### Collection «Azur»
- Où souffle le vent (dessin de couverture), roman de Margaret Ferguson, no 214, Dupuis, s.d, (OCLC 937577392)

#### Collection «Spirou-Sélection»
- La Princesse Rosette (couverture et illustration) de la comtesse de Ségur, série Comtesse de Ségur no 5, Dupuis, 1956?

#### Collection «Merveilles de la vie»
- Et maintenant la Lune (dessin de couverture et dessins intérieurs) de Cary Page et Bert Brem, no 10, Dupuis, 1959 (OCLC 460665409)
- La Lutte de l'organisme (dessin de couverture et dessins intérieurs avec Monticelli) de José Pacow, no 12, Dupuis, 1960 (OCLC 493836193)
- La Vie du rail (dessins intérieurs) de Jean-Antoine Brière, no 14, Dupuis, 1960 (OCLC 1400325921)
- Le Feu du ciel (dessin de couverture et dessins intérieurs avec Jean Roba) de Albert Revilly, no 16, Dupuis, 1961 (OCLC 493946253)
- La Vie d'un film (dessin de couverture et dessins intérieurs ?) de Domingo Di Nubila, Dupuis, 1962 (OCLC 460101823)
- La Grande famille des serpents (dessin de couverture) de Bessie M. Hecht, avec Arthur Piroton (dessin), Dupuis, 1962 ?
- La Vie du cinéma (dessin de couverture et dessins intérieurs ?) de Serge Reval, Dupuis, 196?
- Le Verre moderne (dessins intérieurs) de Laurent et R. Chambon, Dupuis, 1965 (OCLC 495007361)
- Le Roman des fourmis (dessin de couverture et dessins intérieurs ?) de Jean-Claude Pasquiez, Dupuis, 1967 (OCLC 893747374)

#### Collection du Carrousel
- Whamoka et Whikilowat, t. 1 : Une Journée chez les Indiens (décor et couleur), avec Salvérius (dessin) et Jacques Devos (scénario), no 6, Dupuis, 1966.
- Whamoka et Whikilowat, t. 2 : La Légende du désert (décor et couleur), avec Salvérius (dessin) et Jacques Devos (scénario), no 14, Dupuis, 1967.
- Bébé Antoine, t. 1 : On a souvent besoin de deux plus petits que soi (dessin), avec André Lange (scénario), no 39, Dupuis, 1969.
- Tartine et Parasol : L'Escapade du loup Romulus ! (dessin), avec André Lange (scénario), no 40, Dupuis, 1969.
- Bébé Antoine, t. 2 : Bébé Antoine et Parasol dans vive le Roi (dessin), avec André Lange (scénario), no 43, Dupuis, 1970.

#### Collection «BS Lecture»
- L'Homme des pistes (couverture et illustrations), d'après le roman de Magali, no 2677, Dupuis, 198?

#### Divers
- Le Voyage à Panama (dessin de couverture), roman de Kitty Lessels, éditions ?, 195?
- Maître et tyran (dessin de couverture), roman de Fillias Becker, éditions ?, 195?
- Que se passe-t-il ? "Spirou" vient de paraître ! (dessin), publicité de fin d'album pour le Journal Spirou, Dupuis, 1958[N 11]
- Le Monde à votre portée (dessin), publicité de fin d'album pour la collection « Les Merveilles de la vie », Dupuis, 1958[N 12]
- Catalogue Dupuis 1959 (dessins), Dupuis, 1958.
- Catalogue Dupuis 1960 (dessins), Dupuis, 1959.
- Bébé Antoine au cirque des Baladins Pantins (dessin) avec André Lange (texte), album à colorier no 4, Dupuis, 1971, 12 p.
- Page de garde de la collection « Pêchés de jeunesse » (dessin, avec Carlos Roque), Dupuis, 1976.
- Illustrations des souris dans Gaffes et gadgets (série Gaston Lagaffe), pp.18-19, Dupuis, 1985.
- L'Oiseau de la paix[18], Association du livre de la paix, janvier 1986
Scénario et couleurs : collectif - Dessin : collectif dont Jamic,40 auteurs réunis pour un album pour la paix.
- J'arrive de Jacques Brel (dessin), in J'arrive, tome 4 de la coll. « Jacques Brel », Brain factory, 1988.

#### Pochettes de disque
- Habillons les animaux, des Doubles dingues, Decca, 1965 (?).
- Well Cut de Jenghiz Khan, Barclay, 1971[19].
- Dansons la communautaire[20] de Marion, GIP / Fonior, 1979 (verso de la pochette).
- Enregistrement public no 3 de Roland Magdane, Flarenasch, 1982[21].
- Dis Monsieur Météo[20] de Monsieur Météo et la Chanterie , Chantel, 1986[N 13].

### Bandes dessinées

#### Les Télé-Graphistes
- 1re série (format 20 × 24 cm) :
  - Les Télé-Graphistes, ou la télévision vue par Jamic et Gennaux, les caricaturistes de Télémoustique (dessin) avec Serge Gennaux (scénario), t. 1, Dupuis, 1971.
  - Les Télé-Graphistes, ou la télévision vue par Jamic et Gennaux (dessin) avec Serge Gennaux (scénario), t. 2, Dupuis, 1972.
- 2e série :
  - Les Télé-Graphistes, ou la télévision vue par Jamic et Gennaux (dessin) avec Serge Gennaux (scénario), t. 1, Dupuis, 1972 (réédition de la 1re série).
  - Les Télé-Graphistes, ou la télévision vue par Jamic et Gennaux (dessin) avec Serge Gennaux (scénario), t. 2, Dupuis, 1976.
  - Les Télé-Graphistes, ou la télévision vue par Jamic et Gennaux (dessin) avec Serge Gennaux (scénario), t. 3, Dupuis, 1978.
  - Les Télé-Graphistes, les exploits des héros de la télévision en bandes dessinées (dessin) avec Serge Gennaux (scénario), t. 4, Dupuis, 1980.

[Collectif]
- Il était une fois... Les Belges[22], Paul Ide Gallery et Le Lombard, Bruxelles, 1980
Scénario et couleurs : collectif - Dessin : collectif dont Jamic,Participation : une planche des Télégraphistes.

#### Divers
- Mystère à la télévision : Émissions impossibles (dessin) avec Serge Gennaux (scénario), coll. « Les Étoiles Dupuis », Dupuis, 1985.
- [Collectif], Les Nouvelles Aventures de Dupa Grave et de la petite chatte Mimine, portfolio tirage limité aux auteurs, un dessin, éditions de la Débrouille, 2010, 90 exemplaires.